# Lustenauer Kanal

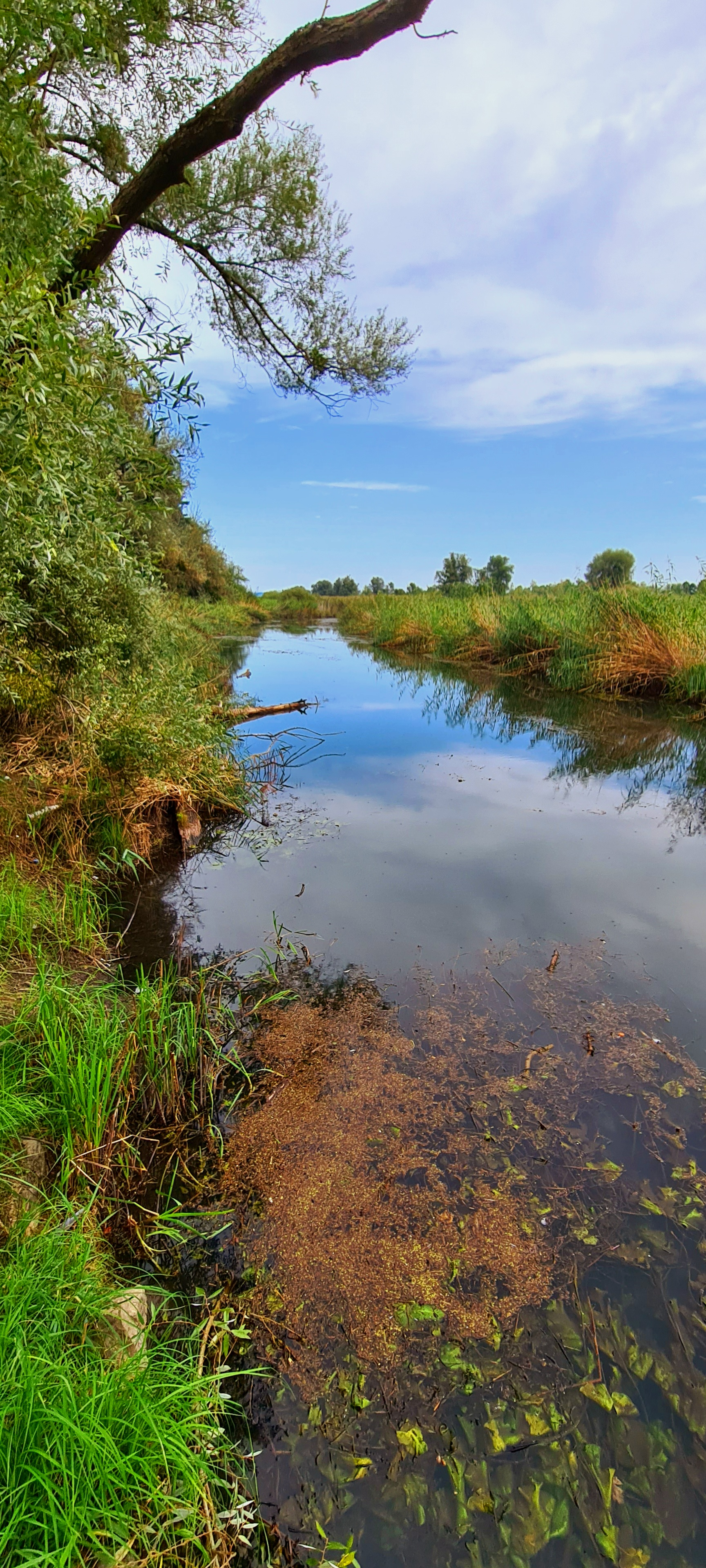
Lustenauer Kanal kurz vor der Mündung

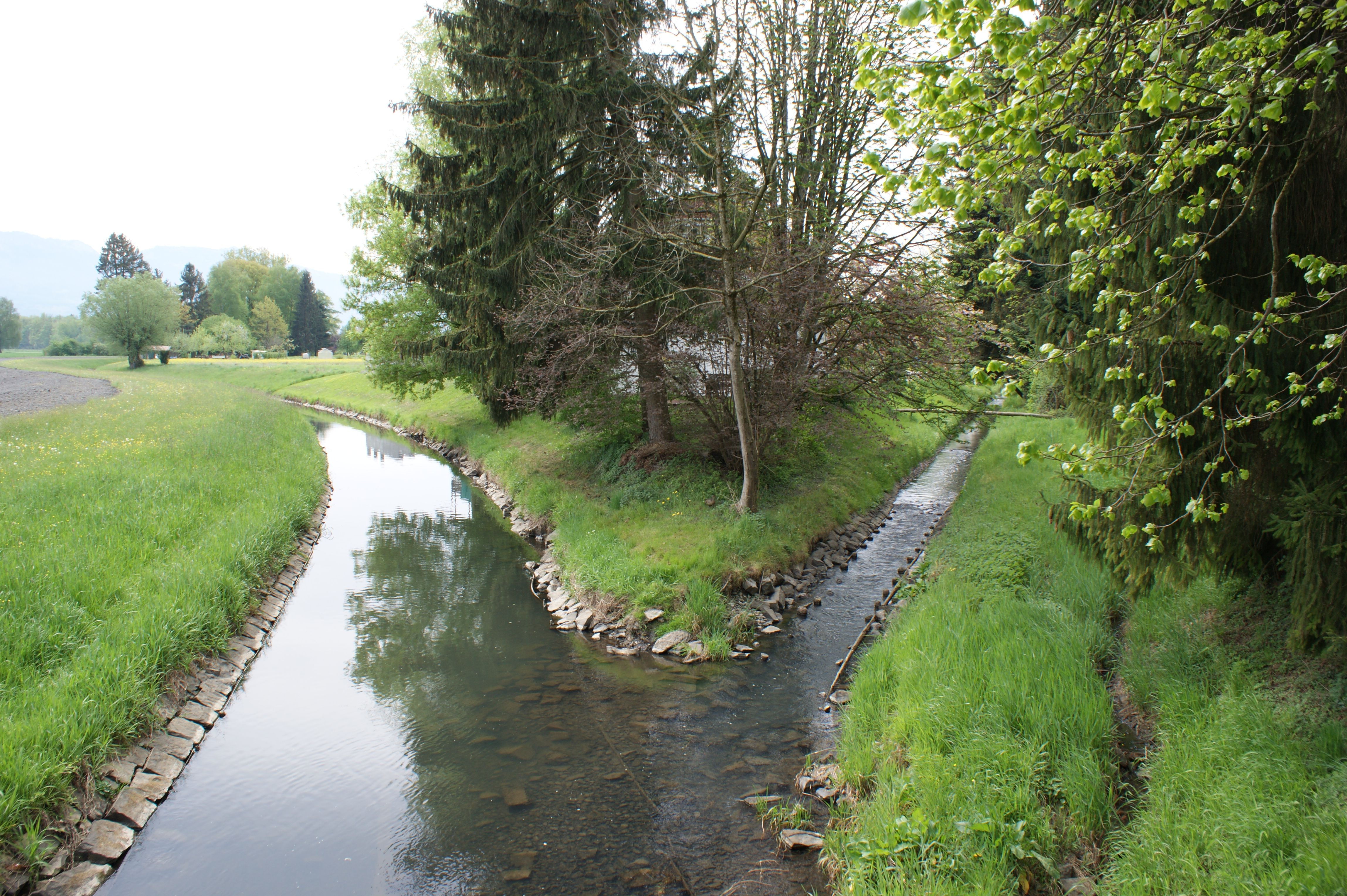
Lustenauerkanal und Rheindorferkanal beim Wäldersteg

Der Lustenauer Kanal, im Mittellauf Neunerkanal, im Oberlauf auf Schweizer Staatsgebiet Scheibenbach oder Di(e)poldsauer Kanal genannt,  ist ein 15,3 km langes Fließgewässer im österreichischen Bundesland Vorarlberg und im Schweizer Kanton St. Gallen.

## Funktion
Durch die Rheinregulierung und die dabei erstellten Rheindämme sind Zuflüsse auf diesem Abschnitt in den Alpenrhein nicht mehr möglich und daher wurden Binnenkanäle errichtet. Östlich des Rheins vor dem Bodensee ist dies der Lustenauer Kanal. Er entwässert das Gemeindegebiet von Diepoldsau in der Schweiz, den Alten Rhein vom Diepoldsauer Durchstich, Teile des Riedes westlich vom Vorarlberger Rheintalbinnenkanals und das Gemeindegebiet von Lustenau in Österreich.

## Verlauf

### Di(e)poldsauer Kanal
Am Beginn des Diepoldsauer Durchstichs beginnt östlich des Hochwasserdamms der Dipoldsauer Kanal bei Flusskilometer 15,4. Er läuft parallel zum Rhein und sammelt die Gewässer von Diepoldsau.

### Alter Rhein

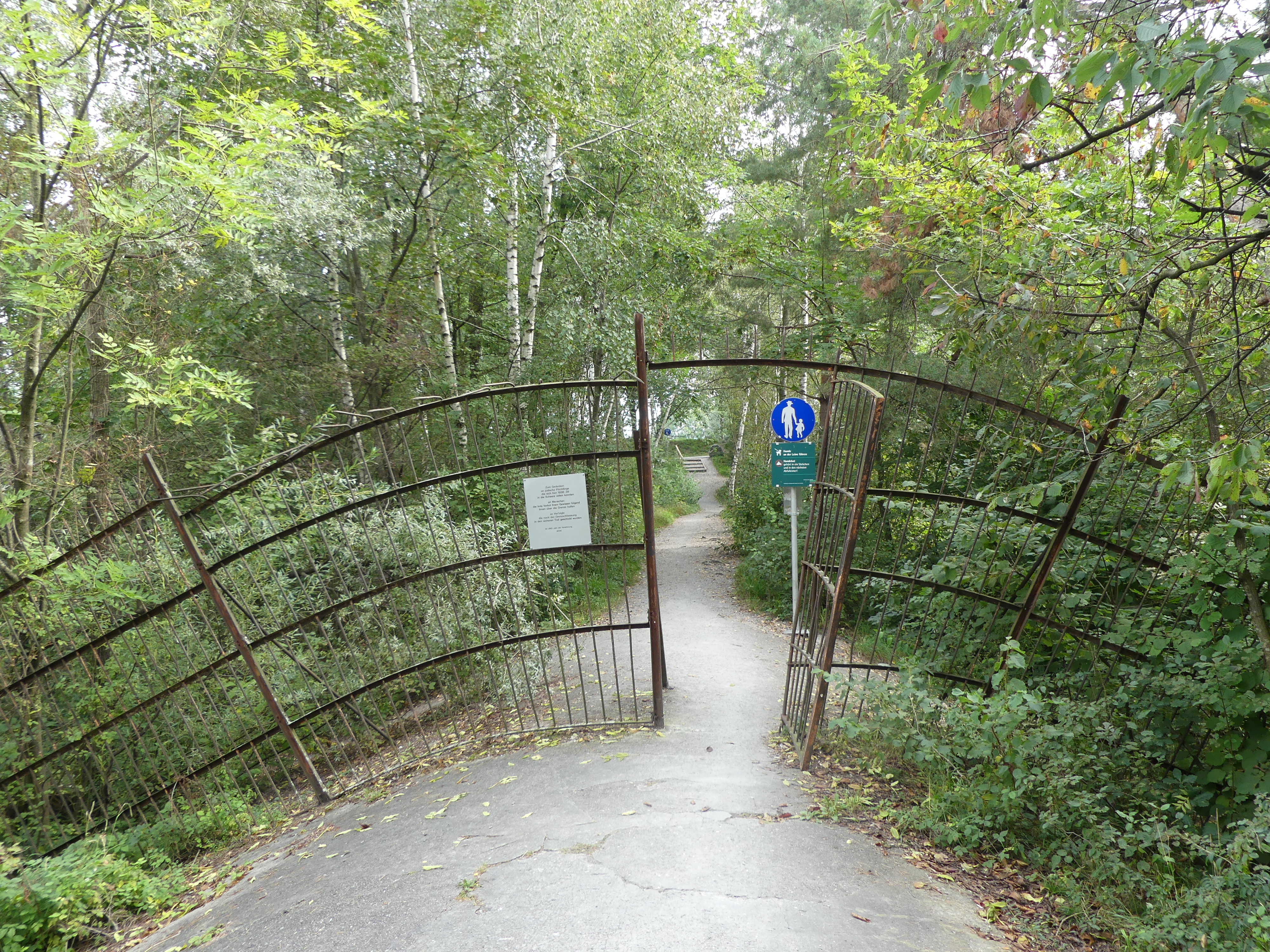
Am Rohr

Ab Flusskilometer 11,5 bis 11,15 ist der Kanal verrohrt. Die Verrohrung läuft unterhalb des Alten Rheins, das überschüssige Wasser des Alten Rheins fließt über einen Schacht in den ab hier Neunerkanal genannten Kanal. Die Staatsgrenze Österreich/Schweiz liegt bei Flusskilometer 11,27. Hier ist die Betonummantelung des Rohrs begehbar. Im Dritten Reich flüchteten hier mit Unterstützung von Einheimischen zahlreiche Juden in die Schweiz. Die Örtlichkeit hier heißt Am Rohr.
Hier kann im Bereich des Alten Rheins bei ausgezeichneter Wasserqualität kostenlos gebadet werden.

### Neunerkanal

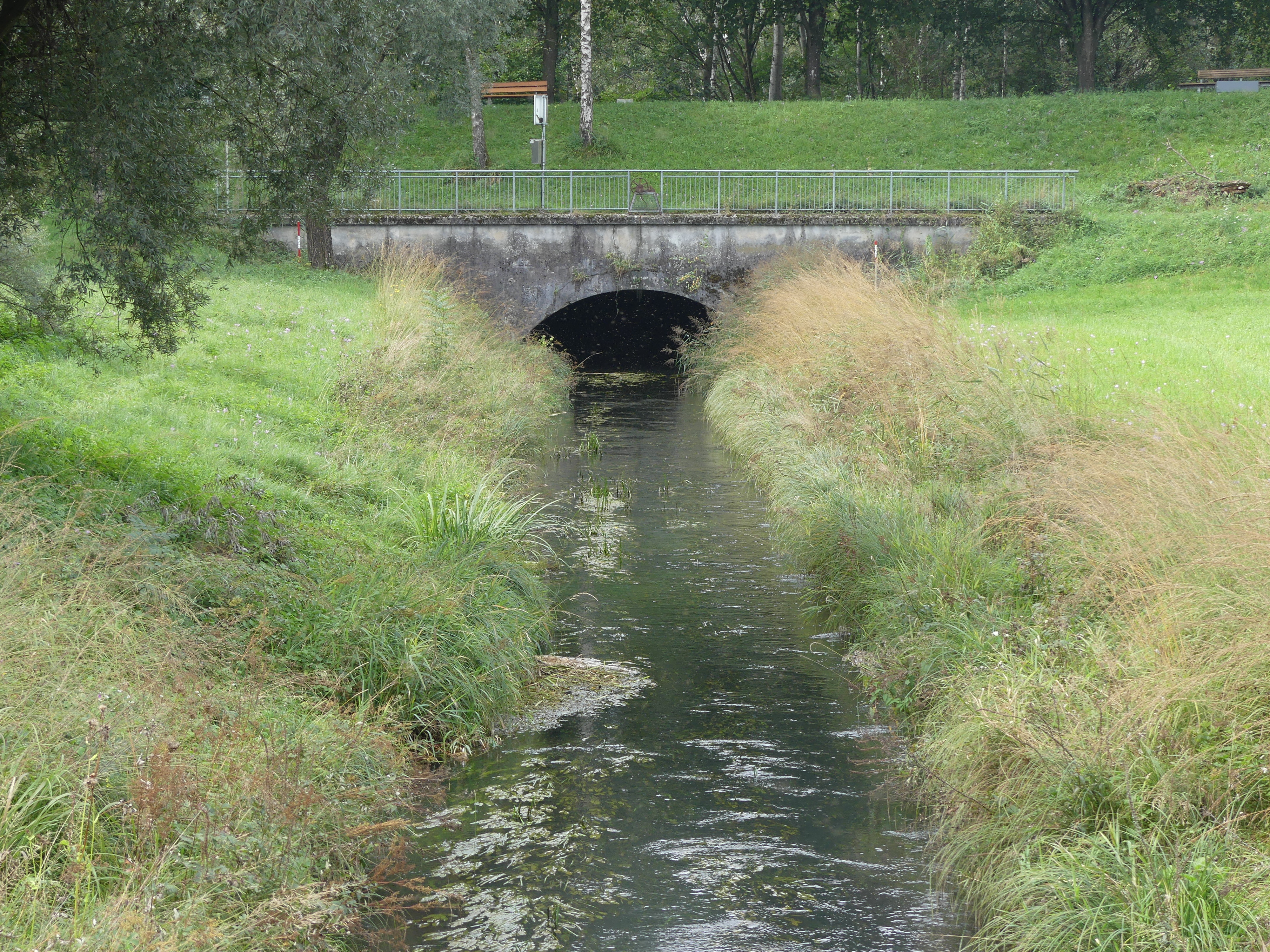
Ende des Rohrs, Beginn des Neunerkanals

Ab der österreichischen Grenze heißt der Kanal Neunerkanal. Er entfernt sich nun im rechten Winkel weg vom Alten Rhein Richtung Nordost. Bei Flusskilometer 10 ist die Brücke der Rheinstraße (L203). Der Neunerkanal entwässert das umliegende Ried, unter anderem das Moorgebiet Vogelbiotop Drossel. Er fließt ab Flusskilometer 9,6 nordwärts. Bei Flusskilometer 7,55 erreicht er kurz das Siedlungsgebiet von Lustenau. Bei Flusskilometer 6,92 mündet von rechts der Staldenbach, ab hier läuft der Kanal wieder durch Riedlandschaft. Bei Flusskilometer 6,55 mündet von rechts der Streuriedgraben, bei Flusskilometer 5,05 der Zellgassgraben. Bei Flusskilometer 4,3 münden von links der Grindelkanal und gleich danach der Alte Rheindorfer Kanal.

### Lustenauer Kanal

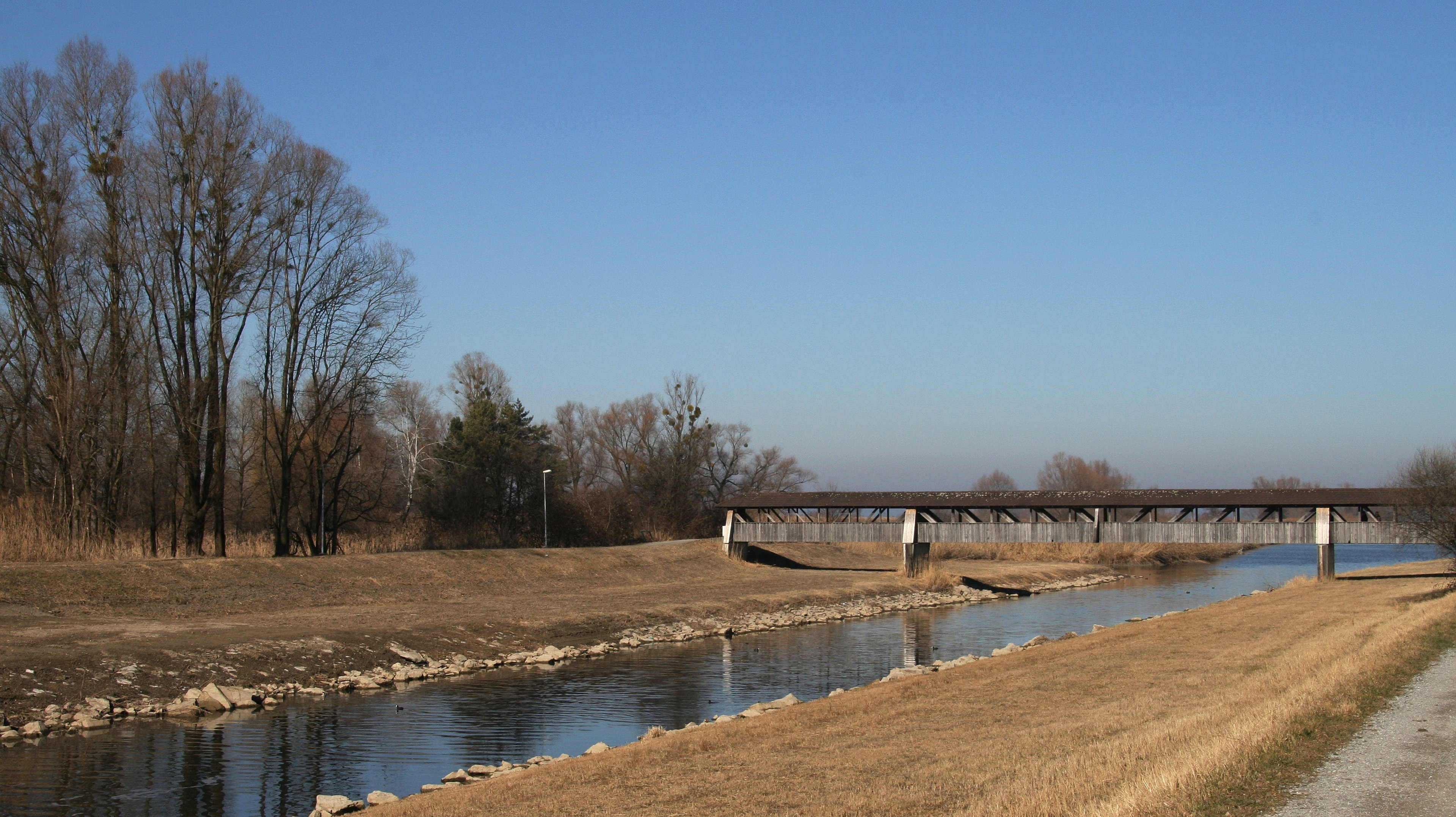
Kurz nach der Holzbrücke, kaum sichtbar ist die Mündung des Lustenauer Kanals in die Dornbirner Ach

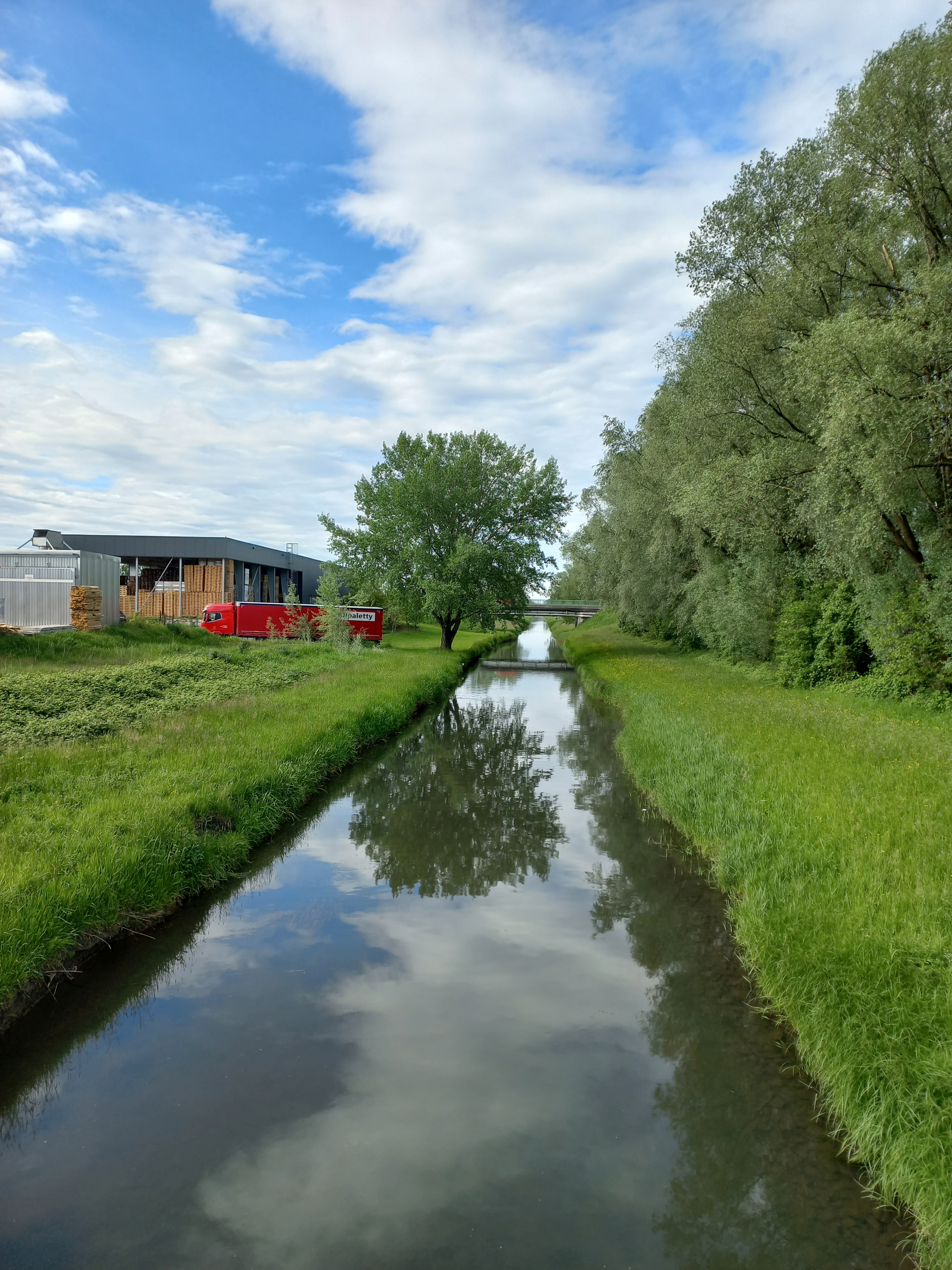
Lustenauer Kanal in der Harder Parzelle Herrendielen

Die letzten 4,3 Kilometer heißt das Gewässer Lustenauer Kanal. Ab Flusskilometer 2,5 hat er keine Zuflüsse mehr und fließt völlig begradigt zwischen Rhein und Dornbirner Ach. Bei Flusskilometer 1,4 quert die Schweizer Straße (L202) den Kanal. Hundert Meter vor der Mündung gibt es einen Durchstich zum Schleienloch, der für einen Wasseraustausch im Schleienloch sorgt. Kurz vor dem Bodensee mündet er bei Hard in die Dornbirner Ach.

## Naturschutz
Die letzten 1,2 Kilometer stehen unter Naturschutz, die Schilfbereiche am Ufer dürfen ganzjährig nicht betreten werden. Dieser Bereich gehört zum Naturschutzgebiet Rheindelta. Dies ist das größte Feuchtgebiet am Bodensee.
Das Biotop Mündungszone des Lustenauer Kanals (Biotop Nr. 21506) hat 8,5ha. Am Ufer wächst Rohrglanzgrasröhricht. Die hier vorkommenden Wasser-Schwertlilien (Iris pseudacorus) und Gelben Wiesenrauten (Thalictrum flavum) sind stark gefährdet. Zudem ist es ein Brutgebiet für Zwergdommel, Sumpfrohrsänger, Teich- und Drosselrohrsänger und etwa 50 weitere Vögel.